# Innokentij (Jerochin)
Innokentij (světským jménem: Vitalij Viktorovič Jerochin; * 17. listopadu 1967, Uspenovka) je ruský duchovní Ruské pravoslavné církve, biskup ussurijský a vikář vladivostocké eparchie.

## Život
Narodil se 17. listopadu 1967 ve vesnici Uspenovka Amurské oblasti.
Roku 1985 dokončil Uspenovskou střední školu. Pokračoval ve studiu žurnalistiky na Dálněvýchodní státní univerzitě ve Vladivostoku.
V letech 1985–1987 sloužil v řadách Sovětské armády.
V letech 1987–1992 pracoval jako korespondent, vedoucí oddělení a výkonný sekretář novin Sovětskoje priamurje. Pracoval také v novinách Amurskie vesti. Poté působil v Burejské radě lidových poslanců a následně v městských novinách Vladivostoka.
V květnu 1993 přijal křest.
Roku 1995 byl přijat jako sekretář eparchiálních novin Primorskij blagověst a stal se hypodiákonem biskupa Veniamina (Puškara).
Dne 3. dubna 1997 byl biskupem Veniaminem postřižen na monacha se jménem Innokentij na počest svatého Innokentija, metropolity moskevského a kolomenského.
V letech 1997–2004 studoval religionistiku na Pravoslavném bohosloveckém institutu svatého Tichona.
Dne 7. června 1998 byl biskupem Veniaminem rukopoložen na hierodiakona a 3. ledna 1999 na jeromonacha. Stal se duchovním chrámu svaté Eusebie ženském skitu svaté Marty a Marie ve Vladivostoku.
V září 1999 se stal starším přednášejícím katedry teologie a religionistiky Dálněvýchodní státní univerzity; vyučoval biblistiku, historie křesťanství a misiologii.
Roku 1999 získal právo nosit nabedrennik.
Sloužil také jako představený chrámu svatého Sergia Radoněžského, časovni svaté mučednice Tatiany ve Vladivostoku a jako starší duchovní skitu svaté Marty a Marie.
Roku 2004 byl povýšen na igumena.
Roku 2005 se stal přednášejícím na Vladivostockém duchovním učilišti.
V letech 2004–2009 pokračoval ve studiu na Pravoslavné humanitní univerzitě svatého Tichona. Roku 2004 mu bylo také uděleno právo nosit náprsní kříž.
Dne 26. července 2010 jej Svatý synod zvolil biskupem ussurijským a vikářem vladivostocké eparchie.
Dne 6. prosince 2010 byl povýšen na archimandritu. Stejného dne byl oficiálně jmenován biskupem a 7. prosince proběhla jeho biskupská chirotonie. Světiteli byli patriarcha Kirill, metropolita saranský a mordovský Varsonofij (Sudakov), metropolita jekatěrinodarský a kubáňský Isidor (Kiričenko), arcibiskup rostovský a novočerkasský Panteleimon (Dolganov), arcibiskup vladivostocký a primorský Veniamin (Puškar), arcibiskup astrachaňský a jenotajevský Iona (Karpuchin), arcibiskup elistinský a kalmycký Zosima (Ostapenko), biskup majkopský a adygejský Tichon (Lobkovskij) a biskup solněčnogorský Sergij (Čašin).